# 알렉산드르 아난첸코

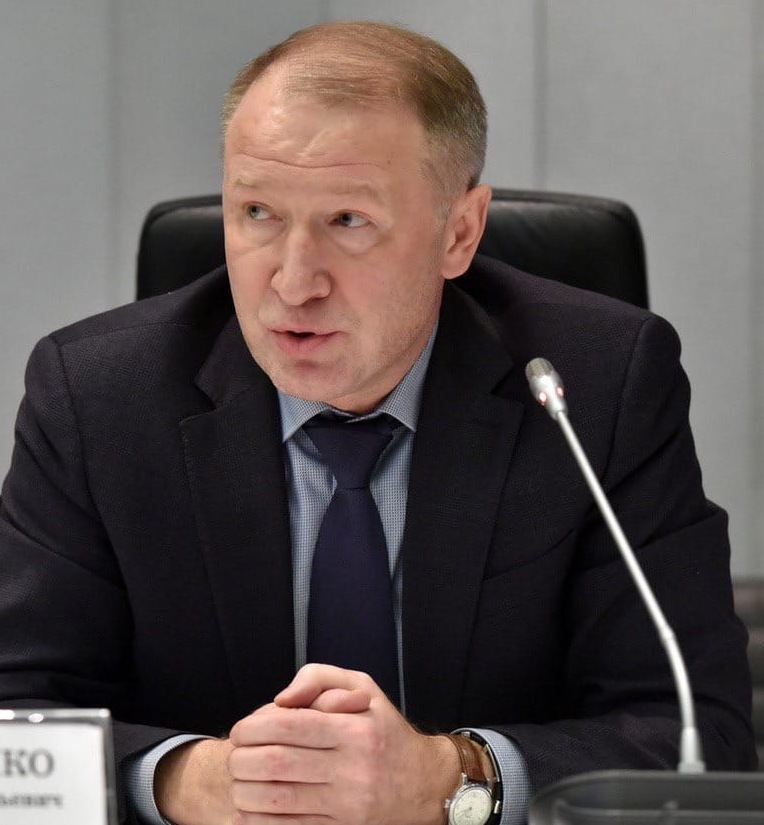
알렉산드르 아난첸코

알렉산드르 예브게니예비치 아난첸코(러시아어: Александр Евгеньевич Ананченко, 1966년 2월 2일 도네츠크 주 ~)는 도네츠크 인민공화국의 정치인이다. 
2018년 12월 1일부터 2022년 6월 8일까지 도네츠크 인민공화국의 총리로 재직하였다. 
| 전임 데니스 푸실린 (권한대행) | 도네츠크 인민공화국의 총리 2018년 ~ 2022년 | 후임 비탈리 홋첸코 |